# Hypodoxa fulgurea
Hypodoxa fulgurea är en fjärilsart som beskrevs av Louis Beethoven Prout 1913. Hypodoxa fulgurea ingår i släktet Hypodoxa och familjen mätare. Inga underarter finns listade i Catalogue of Life.